# Fermersleber SV 1895

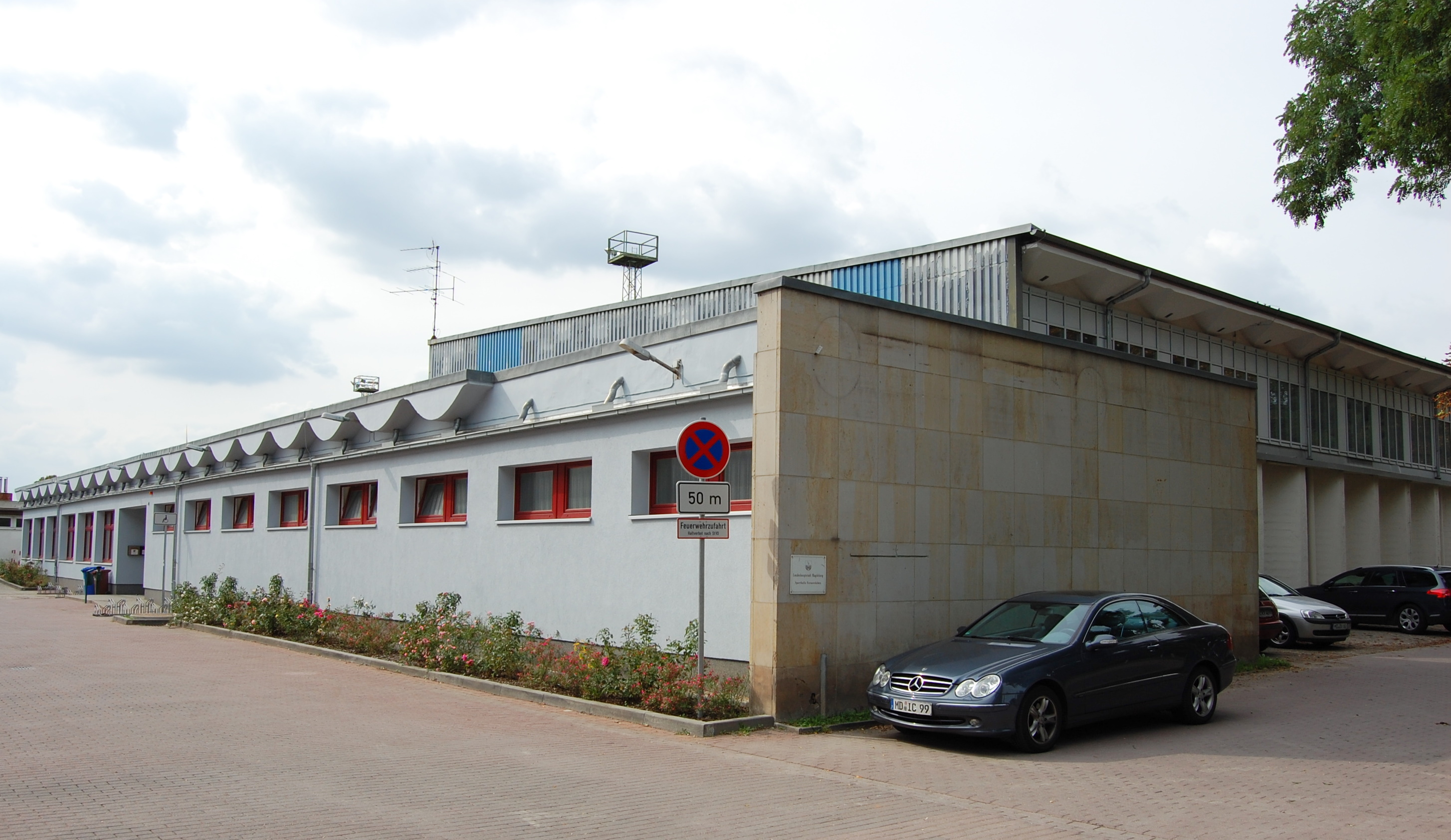
Sporthalle Fermersleben

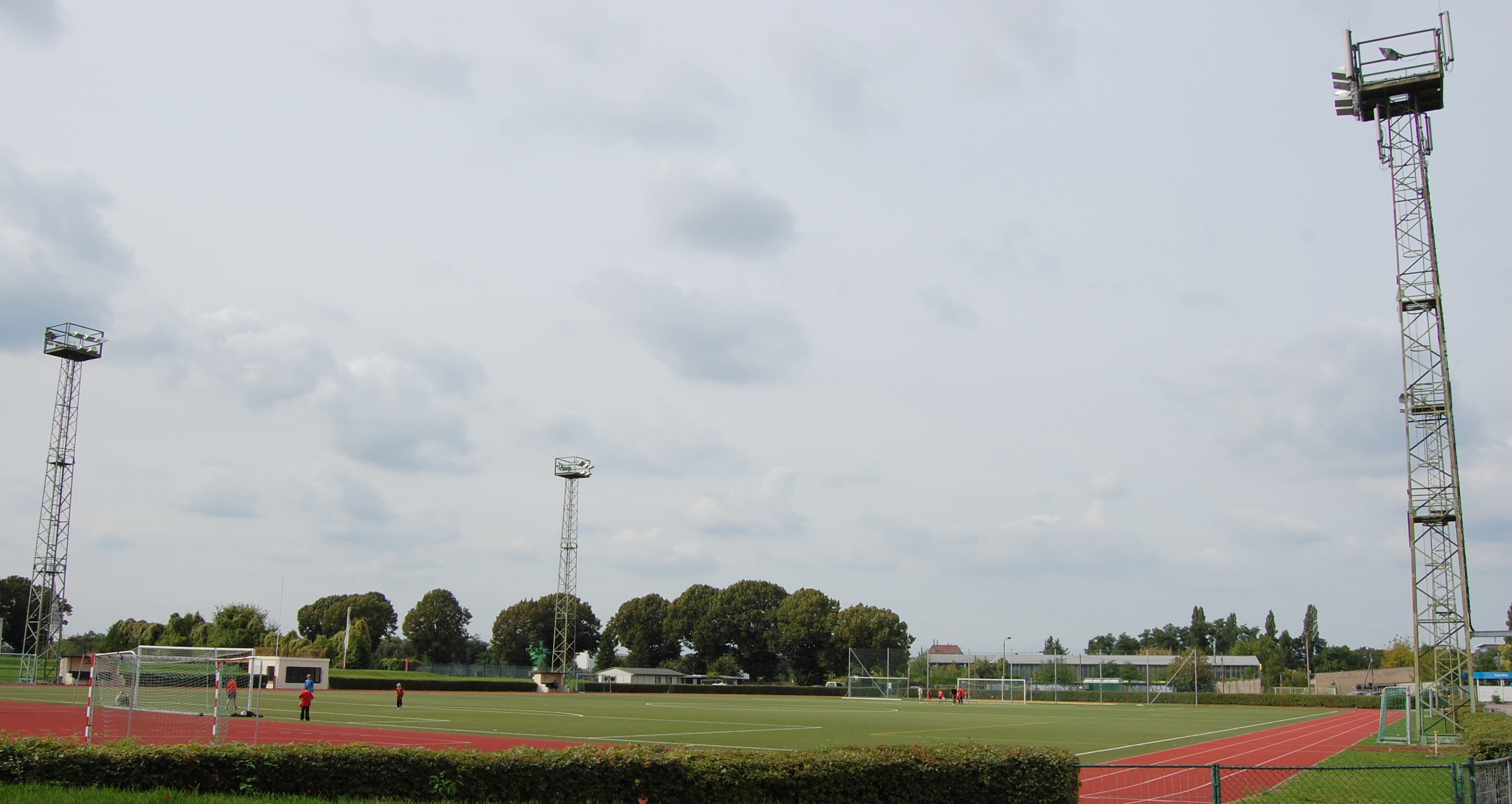
Platz der Freundschaft

Der Fermersleber SV 1895 ist ein im Magdeburger Stadtteil Fermersleben ansässiger Sportverein. Mitglieder des Vereins sind in einer Vielzahl von Abteilungen aktiv. Eine besonders starke Bedeutung hat die Tradition des Vereins im Handball. Der Verein spielte mehrere Jahre in der 2. Hallenhandball Bundesliga. 1949 war der Verein Ostzonenmeister im Feldhandball. Zeitweise war der Verein die drittgrößte Sportgemeinschaft der DDR.

## Geschichte
Gegründet wurde der Verein 1895 als Freie Turnerschaft Magdeburg Süd-Ost. Später schlossen sich dem Verein weitere Sportvereine an. So der Turnverein Fichte Buckau, Vorwärts Fermersleben, Freier Wassersport Buckau Fermersleben, Magdeburger Ballspielclub und die Schwerathleten „Adler“. Bedingt durch die räumliche Nähe zu großen Industriebetrieben war der FSV 1895 ein Schwerpunkt der Arbeiter Turn- und Sportbewegung. Betrieben wurden Turnen und Gymnastik, Schlagball, Raffball, Faustball und Handball aber auch Fechten, Rudern und Segeln sowie Schwimmen und Leichtathletik gehörten früh zu den im Verein bestehenden Abteilungen.
Sitz des Vereins und zentrale Sportstätte wurde in den 1920er Jahren das Gelände des ehemaligen Fort I, der heutige Platz der Freundschaft im Norden Fermerslebens. Viele freiwillige Helfer hatten 1922/23 die erste dortige Sportanlage errichtet. Dominierende Sportart war Feldhandball. Zunächst hatte man noch auf dem Fermersleber Gemeindeplatz Raffball, einen Vorläufer des modernen Handballs gespielt. Als sportlicher Höhepunkt ist das Endspiel um die Deutsche Feldhandball-Bundesmeisterschaft des Arbeiter-Turn- und Sportbundes im Jahr 1928 zu nennen, in dem Vorwärts Fermersleben gegen Ottakring Wien 2 : 4 unterlag.
Mit der Machtergreifung der Nationalsozialisten unterlagen auch die Fermersleber Vereine der Gleichschaltung. Insbesondere die Arbeitersportvereine wurden aufgelöst, so auch der A.T.V. Vorwärts Magdeburg-Fermersleben. In Fermersleben gab es dann MTV Fermersleben und den Sportclub Fermersleben, die sich jedoch noch vor dem Zweiten Weltkrieg zusammenschlossen. Im Krieg erlitten die Sportstätten ernste Zerstörungen. Die Sportstätten am Fort I hatten zunächst als Kriegsgefangenenlager gedient und waren in den letzten Kriegswochen noch durch Bomben und Granaten in Mitleidenschaft gezogen worden. Nach dem Krieg wurden die zerstörten Sportstätten wiederaufgebaut. Mit Genehmigung des sowjetischen Kommandanten konnte zunächst eine kommunale Sportgruppe Sportfreunde Fermersleben den Sportbetrieb wieder aufnehmen. Im Jahr 1948 gründete sich dann in Fermersleben die BSG Diesel Magdeburg als Betriebssportgemeinschaft der Maschinenfabrik Buckau R. Wolf. In dieser Zeit wurde auch der Sportplatz Fort I in Platz der Freundschaft umbenannt. Herausragender sportlicher Erfolg in der Nachkriegszeit war der Gewinn der Landesmeisterschaft Sachsen-Anhalt und der Ostzonenmeisterschaft im Feldhandball durch Diesel Magdeburg im Jahr 1949. Die Ostzonenmeisterschaft wurde durch ein 15:7-Sieg im Endspiel bei Gera-Untermhaus erreicht. Feldhandball war zu dieser Zeit neben Fußball eine Sportart im Mittelpunkt des öffentlichen Interesses. Insbesondere die Handballer konnten so an alte Erfolge anknüpfen, während die bereits seit Beginn der Vereinsgeschichte betriebene Leichtathletik weiterhin dem Breitensport verpflichtet blieb. Eine Abteilung Radsport bildete sich 1947, die sich neben dem Radrennsport auch dem Radball widmete.

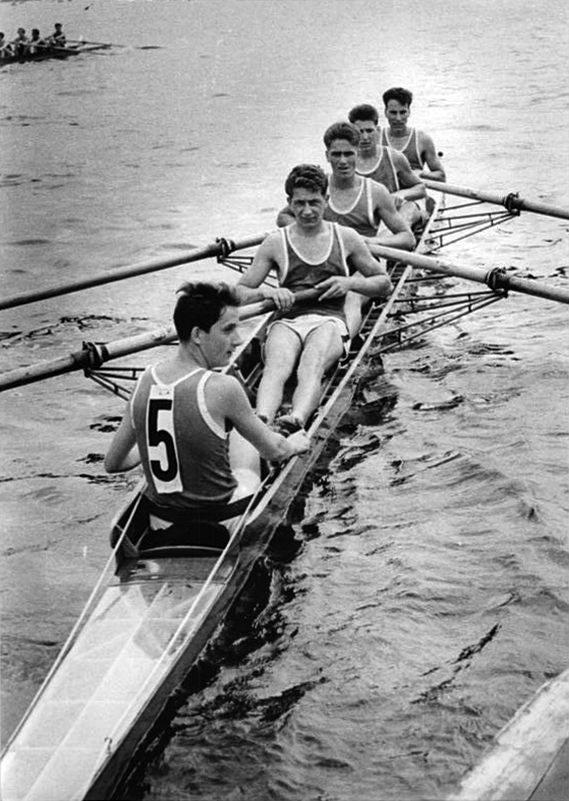
BSG Motor Magdeburg wird 1955 DDR-Meister

1950 wurde die BSG Diesel Magdeburg zur BSG Stahl Süd Magdeburg umbenannt, um die Benennung dem üblichen Namen der zuständigen gewerkschaftlichen Sportvereinigung anzupassen. Um dem Produktionsprofil des inzwischen in Schwermaschinenbau Karl Liebknecht umbenannten Trägerbetriebs besser zu entsprechen, war die BSG Stahl Süd in die Sportvereinigung Motor übernommen worden, womit als neuer Name BSG Motor Fermersleben (Schlachtruf: „Hört Ihr nicht die Erde beben? Jetzt kommt Motor Fermersleben!“) eingesetzt wurde.
1953 wurde die Sektion Motorsport sowie eine Rhönradgruppe gebildet. Im Jahr 1955 gründete sich eine Abteilung Billard, die zeitweise in der 2. DDR-Liga spielte. Am 13. Dezember 1957 vereinigten sich Motor Magdeburg, die Betriebssportgemeinschaft des Karl-Marx-Werkes und Motor Fermersleben, per Beschluss einer im Maxim-Gorki-Kultursaal des Karl-Marx-Werkes tagenden Vollversammlung aus 550 Personen, zur BSG Motor Magdeburg Süd-Ost (MSO). Zunächst gehörten dieser vereinigten BSG 1740 Mitglieder an. Es bestanden 21 Sektionen: Angeln, Billard, Eishockey, Faustball, Federball, Fußball, Gymnastik/Turnen, Handball, Judo, Kanu, Kegeln, Radsport, Rudern, Schach, Schwerathletik, Schwimmen, Segeln, Tennis, Tischtennis, Touristik und Wintersport. 1960 war die Zahl auf 1902, vier Jahre später auf 2439 angestiegen. Wie für die DDR-Sportstruktur typisch hatten die Betriebssportgemeinschaften ihre besten Sportler an die zentralen Sportclubs zu delegieren, was jedoch auch Unwillen und Widerstände bei den BSG-Mitgliedern und Trainern hervorrief. Die Ruderer delegierten ihre komplette Rennmannschaft zum SC Magdeburg. Ähnliches galt für die Boxer. Schwimmer und Wasserballer wurden zum SC Dynamo Magdeburg, Kanuten und Judokas wurden nach Berlin, Potsdam, Leipzig oder Frankfurt/Oder delegiert.

1958 wurde die Abteilung Badminton gegründet. Die Orientierungslauf-Gruppe erreichte 1961 einen vierten Platz bei den DDR-Meisterschaften. Die Abteilung Segeln weihte im Jahr 1960 den neu erbauten Hafen Fermersleben ein. Aus einer Sportgruppe des Karl-Marx-Werkes entstand 1964 die Abteilung Volleyball. 1967 wurde die Abteilung Tischtennis, die es im Prinzip bereits seit den 1950er Jahren gab, neu aufgebaut.

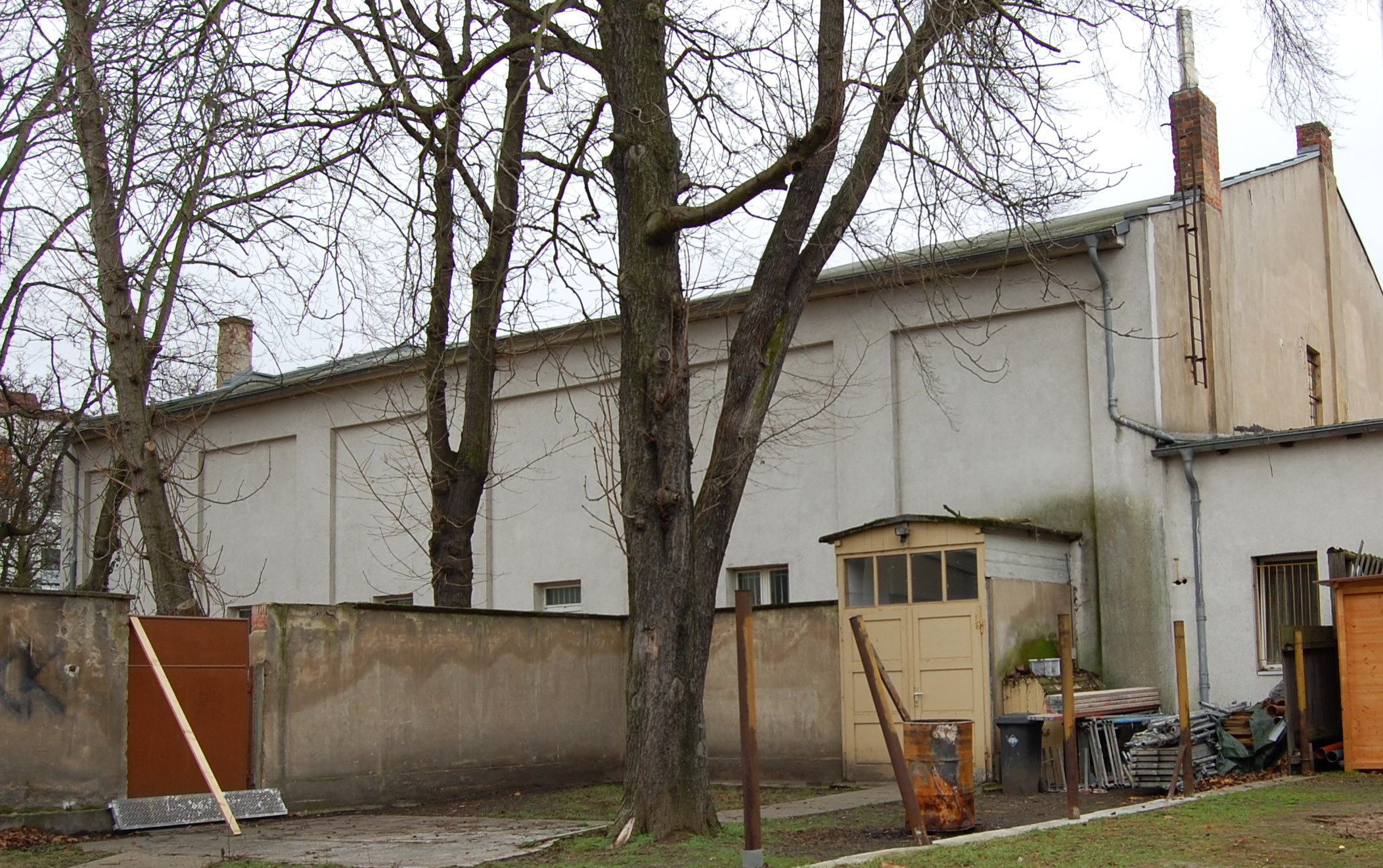
Alte Sporthalle in Fermersleben

 Im gleichen Jahr wurde die in Fermersleben gelegene alte Sporthalle Stillers Saal vom Verein saniert und wiedereröffnet.
Auf eine lange Tradition kann die Fußballabteilung zurückblicken, die jedoch immer nur im regionalen Rahmen Erfolge erzielte. 1982 gelang der Aufstieg in die damalige Bezirksliga. Die Gründung der Abteilung Kegeln erfolgte 1969, wobei dieser Sport bereits seit den Anfangstagen des Vereins betrieben worden war. Im September 1974 wurde die Kegelhalle des Vereins eröffnet, die in den 1990er Jahren dann grundlegend modernisiert wurde. Die Halle erhielt zunächst den Namen 25. Jahrestag der DDR. Die Mitgliederzahl der BSG betrug Ende 1975 3230 Personen. Am 27. Mai 1978 wurde die Mehrzweckhalle am Platz der Freundschaft eingeweiht. Vereinsmitglieder hatten 35000 freiwillige Arbeitsstunden erbracht. Die Finanzierung erfolgte durch die vier zum Verein gehörenden Trägerbetriebe. Neben dem SKL und dem Karl-Marx-Werk, gehörten dazu inzwischen auch das Erich-Weinert-Werk in Buckau und die Stahlgießerei Wilhelm Pieck in Rothensee mit insgesamt etwa 20000 Beschäftigten. Ende der 1970er Jahre gab das Präsidium des DTSB abweichend von der bisherigen Tendenz die Empfehlung für jeden der Trägerbetriebe eine eigene Betriebssportgemeinschaft zu gründen. In der Umsetzung der neuen Linie wurde am 27. September 1979 die BSG Meßtron als Betriebssportgemeinschaft des Meßgerätewerkes Erich Weinert gegründet. Das Weinert-Werk schied damit als Trägerbetrieb von Motor Magdeburg Südost aus. Trotzdem stieg die Mitgliederzahl zum Ende des Jahres 1981 auf 4225 an. Es waren 341 Übungsleiter und 248 Schiedsrichter tätig. 1982 war die BSG Motor Magdeburg Südost mit 4514 Mitgliedern die drittgrößte Sportgemeinschaft der DDR. Am 25. September 1982 wurde für die Stahlgießerei Wilhelm Pieck die BSG Stahl Nord Magdeburg gegründet. Auch die Rothenseer gehörten damit nicht mehr zu Motor Südost. Die Mitgliederzahl erreichte 1986 4828 Personen.
Bis 1990 errangen Sportler des Vereins 400 DDR-Meistertitel. Im Bereich Kanu und Judo konnten bei Olympischen Spielen einmal Gold und zweimal Bronze erzielt werden. Am 16. Juli 1990 benannte sich die BSG Motor Magdeburg Süd-Ost in FSV 1895 e. V. um. Mitte der 1990er Jahre wurden 22 Sportarten im Verein ausgeübt. Bekanntheit erlangte Volker-Michael Anton als internationaler Großmeister im Fernschach. 1994 errang er den Vizeweltcuptitel. 1993 bildete sich die Abteilung Seniorengymnastik.

## Abteilungen
1995 bestanden im FSV 22 Abteilungen: Badminton, Billard, Fußball, Gewichtheben, Handball, Judo, Kanu, Kegeln, Kraftsport, Leichtathletik, Orientierungslauf, Radsport, Schach, Schwimmen, Segeln, Seniorengymnastik, Tennis, Tischtennis, Turnen/Gymnastik, Volleyball, Wandern und Wintersport.
Folgende Abteilungen sind in besonderer Weise zu nennen:

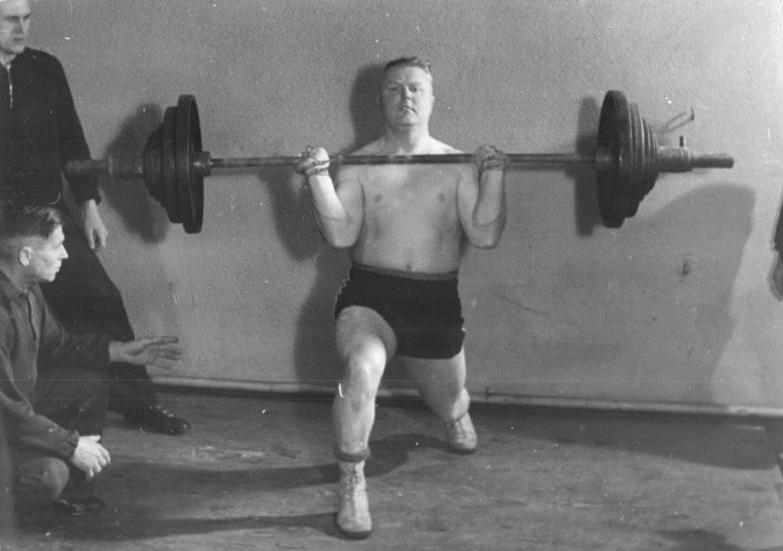
Fritz Lorenz, Gewichtheber der BSG Motor Magdeburg, 1952

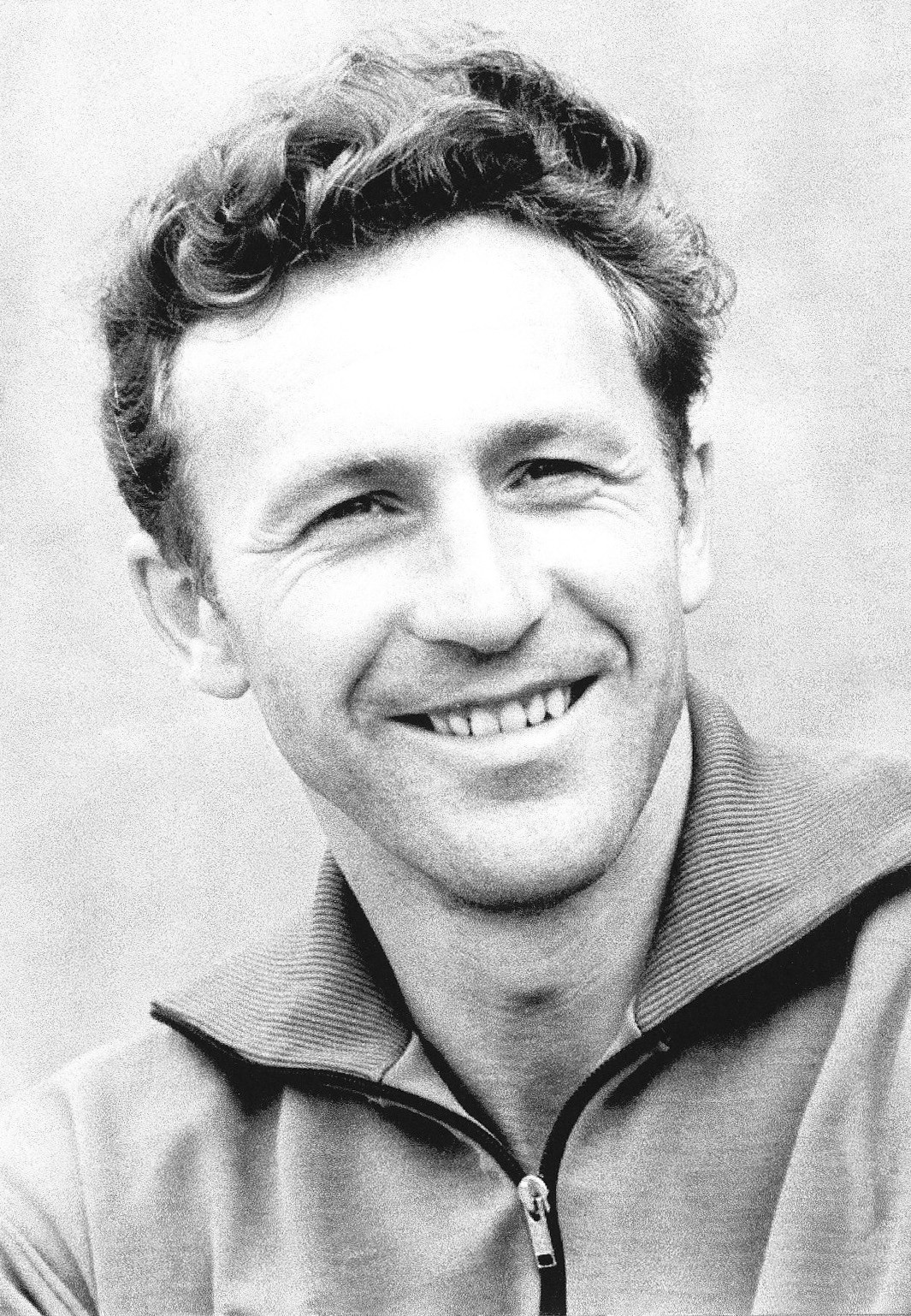
Hans Haberhauffe

### Fußball
Die Fußballabteilung ist eine traditionsreiche Sparte des Vereins, konnte jedoch nur im regionalen Rahmen Erfolge erzielen. 1982 gelang der unter dem Namen Motor Südost Magdeburg startenden Mannschaft der Aufstieg in die damalige Bezirksliga. In der ersten Saison belegte man dort ebenso wie 1983/84 Rang sieben. 1985 musste Motor als 15. wegen einer um drei Tore schlechteren Tordifferenz gegenüber dem Mitkonkurrenten Einheit Burg absteigen. 1986 gelang der Wiederaufstieg, wobei die Saison ebenso wie die darauf folgende als Sechster abgeschlossen wurde. 1989 belegte man Rang drei, 1990 Rang vier. Trotz dieser vorderen Platzierung nahm der neugegründete Fermersleber SV 1895 in der Folgesaison das Startrecht in der Bezirksliga nicht mehr wahr. Von der Saison 92/92 spielte Fermersleben in der Verbandsliga bis zur Saison 93/94, als man als 16 Abstieg. Von da an hielt man sich 11 Jahre in der Landesliga. Ab der Saison 2004/2005 ging Fermersleben in der Landesklasse an den Start bis zum Jahr 2009/2010, als es dann nur noch für die Stadtoberliga bis heute reichte.

### Gewichtheben
Nach Kriegsende, schon ab 1946, sammelte der Magdeburger Otto Schmerder (1906–1986) die unterschiedlichsten Altersklassen um sich und begann mit System und Methode das Gewichtheben in Magdeburg aufzubauen. Otto Schmerder, ausgezeichnet als Verdienter Meister des Sports. war Sektionsleiter Gewichtheben von 1957 bis 1979. Er kann als Vater des Gewichthebens in Magdeburg bezeichnet werden. Danach führten Sportler wie Reiner Bode erfolgreich die Sektion an. In der ersten Förderstufe im Nachwuchsleistungssport führte im Trainingszentrum (TZ) Trainer Manfred Simon die Kinder und Jugendlichen im Alter von 10 bis 13 Jahre. Besonders talentierte junge Sportler wurden dann zu einer Kinder- und Jugendsportschule (KJS) delegiert. Die Gewichtheber des Vereins zählten in den 1970er und 1980er Jahren bis zu 283 Aktive und waren damit die größte Sektion des Gewichtheberverbandes der DDR. Viermal wurden die Magdeburger Gewichtheber Vize-DDR-Mannschaftsmeister. Bekannte Gewichtheber sind Dieter Rauscher (dreimaliger DDR-Meister, ab 1964 in der BRD sechsfacher Deutscher Meister und Olympiateilnehmer), Wolfgang Zander (1972 EM Bronze), Frank Zielecke (Weltmeister 1973), Werner Baumeister, später DDR-Trainer und Verantwortlicher im DGV der DDR und Martin Moreno (1991 WM-Bronze). Sportler der Abteilung erzielten 149 DDR-Meistertitel. Besonders erfolgreich war hierbei der sechsmalige DDR-Meister und Meister des Sports Dieter Schluricke. Von 1991 bis 2008 war die Gewichthebermannschaft in der 2. Bundesliga aktiv. Seitdem wird in der Landesliga Sachsen-Anhalt gehoben. In der jüngeren Vereinsgeschichte konnte Swen Friese in einem Wettkampfjahr bei den Masters Deutscher Meister, Europameister und Weltmeister werden.

### Kraftsport
Erfolgreichster Kraftsportler des FSV zu DDR-Zeiten war der zehnfache DDR-Meister Manfred Machus. 1988 erzielte die FSV-Mannschaft (damals noch Motor Magdeburg-Südost) in der Kraftsportoberliga der DDR den 3. Platz. Bei den Kraftsportlern ragte im Kraftdreikampf Burkhard Steffen heraus, der nach 1990 in der Mastersklasse mehrfacher Deutscher Meister, Europameister und Weltmeister wurde.

### Handball
Nach den Erfolgen in der Zeit der Weimarer Republik konnte man auch nach dem Zweiten Weltkrieg im Handball überregional erfolgreich sein. 1949 wurde man im Endspiel gegen Gera Ostzonenmeister im Feldhandball. Es folgte 1950 der Titel als DDR-Vizemeister. 1951 konnte der dritte Platz und der Gewinn des Stahl-Pokals gegen Fraureuth erreicht werden. Mit Herbert Wahrendorf und Karlheinz Muhß stellte der Verein zu dieser Zeit auch zwei Spieler der DDR-Nationalmannschaft. Einige Zeit spielte man weiter in der DDR-Oberliga. Nach Delegierungen von Spielern zum SCM und nach Berlin stieg der Verein ab. 1963 gelang der Wiederaufstieg. Bekannte Namen in den 1950er/60er Jahren waren die dann delegierten späteren Nationalspieler Dieter Bernhard und Hans Haberhauffe. Mit dem Trend weg vom Feldhandball hin zum Hallenhandball änderte sich auch in Fermersleben die Struktur. Im November 1976 vereinigte sich das damalige Motor Magdeburg Süd-Ost mit den Handballern von Lok Südost zur Spielgemeinschaft Lok/Motor Süd-Ost. Auch Lok Süd-Ost blickte auf Erfolge im Handball zurück und war 1963 DDR-Meister im Hallenhandball geworden. Ab 1979 spielte die Spielgemeinschaft in der DDR-Liga, der zweithöchsten Liga. 1983/84 und 1987/88 spielte man sogar in der Oberliga als höchster Spielklasse. Nach der deutschen Wiedervereinigung spielte man bis 1994 in der 2. Bundesliga. Größter Erfolg im Frauenhandball war 1980/81 die Teilnahme in der DDR-Liga. 1992 wurde Helmut Kurrat Trainer im Verein. Zu den bekannteren Spielern der jüngeren Vereinsgeschichte gehörten Michael Jahns, Steffen Coßbau, Ronny Liesche (1998–2000) und von 1997 bis 2005 Patrick Schulz.

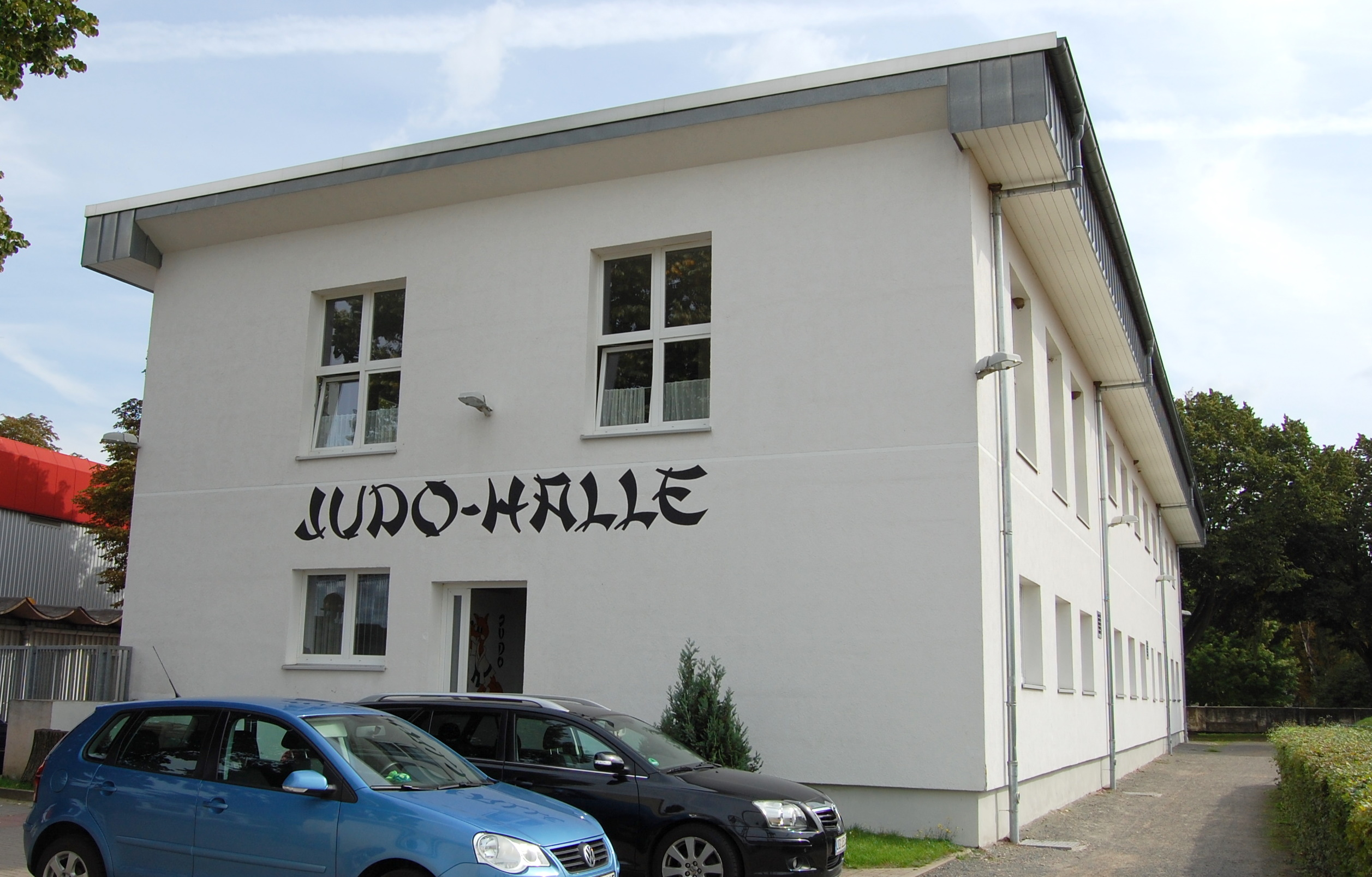
Judohalle des FSV

### Judo
Die Judo-Abteilung wurde 1957 gegründet, nachdem eine Sektion bereits seit 1949 bestanden hatte. Mit Sportlern wie Helmut Howiller, Wolfgang Micka, Winfried Benkel, Bernd Hecht, Wolf-Dieter Hainke und Bernd Köhler erreichte man mehr als 100 Medaillen bei nationalen Meisterschaften. Seit 1957 kämpfte die Judomannschaft des Vereins in der DDR-Oberliga und erreichte mehrfach den dritten, 1962 und 1964 sogar den zweiten Platz. Herausragender Name in dieser Zeit war der später noch als Abteilungsleiter tätige Reiner Straube. Die Sektion Judo war ein Leistungszentrum des Deutschen Judo-Verbandes und erhielt 1970 eine erste Judo-Halle am Platz der Freundschaft, die jedoch 1979 durch Brandstiftung zerstört wurde. Am 13. Dezember 1982 wurde die in größerer Ausführung wieder aufgebaute neue Judohalle eingeweiht. 1980 gewannen die Judokas die Bronzemedaille bei den DDR-Mannschaftsmeisterschaften.

### Kanu
Ein Teil dieser Aktivitäten ging auf die Tradition des 1911 gegründeten, 1946 zwangsaufgelösten Wassersportverein Buckau-Fermersleben zurück. 1948 konnte der Sportbetrieb wieder aufgenommen werden. Seit Anfang der 1950er Jahre gehörten die Fermersleber Kanuten mit zur nationalen Spitze in der DDR und erzielten diverse Meistertitel sowohl im Frauen- als auch im Männerbereich. Bekannte Namen dieser Zeit waren Wilfried Bust, Udo Cohrs, Arnold Kahler, Rolf Leue, Sigrid Leue, Gerhard Hölzke und Klaus Liebetraut. Es entstanden in Eigenleistungen verschiedene Wettkampf- und Trainingsanlagen, darunter auch der Hafen Fermersleben. Die Vereinigung von Motor Fermersleben und der Buckauer BSG Motor Magdeburg stieß vor allem bei den Buckauer Ruderern auf Skepsis.

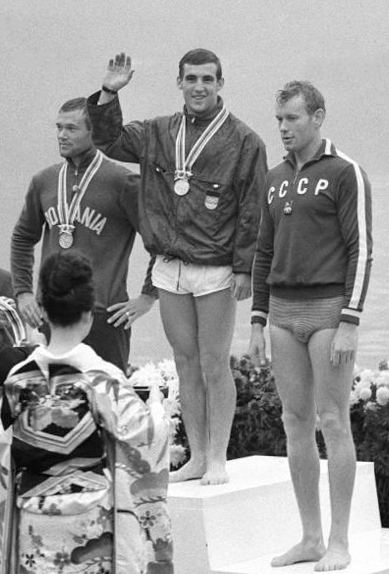
Siegerehrung für Jürgen Eschert bei den Olympischen Spielen von 1964

Mit Jürgen Eschert gab es 1964 auch einen Olympiasieger im Einer-Canadier, der zuvor im Verein tätig gewesen war. Eckhard Leue, delegiert zum SCM, erreichte in dieser Disziplin 1980 eine olympische Bronzemedaille. Weitere herausragende Sportler der Abteilung waren Rolf Blume, Dietmar Grupe und Patrick Schulze. Wolfgang Kopplin, Marion Grupe und Dieter Lichtenberg nahmen als bereits zum SCM Delegierte an den Olympischen Spielen in München teil. Mitte der 1970er Jahre wurde der Verein Bezirkstrainingszentrum, in welchem eine kontinuierliche Sichtung von Talenten erfolgte, die dann in der DDR-Zeit an den SC Magdeburg delegiert wurden. Diese Praxis wirkte sich jedoch nachteilig auf das Vereinsleben aus.
Die etwa 60 Mitglieder der Kanu-Abteilung (Stand 1995) trainierten im Sommer auf dem Salbker See II und der Elbe. Der Verein war auch im Bereich des Kanu-Marathonrennsports tätig. Im Jahr 2000 wurde auch die Segel- und Kanuabteilung unter ihrem alten Namen Wassersportverein Buckau-Fermersleben wieder selbständig.

### Rudern
In Buckau bildete sich Anfang 1946 auf dem Gelände der vorherigen Rudervereinigung Alt-Werder Magdeburg bei der Sülzemündung eine Ruderer-Gruppe, vorwiegend aus Mitgliedern der zerstörten Rudervereine, die bei Regatten bald Erfolge feiern konnte. Bereits 1949 wurden in Magdeburg die Ostzonenmeisterschaft vor 8000 Zuschauern veranstaltet. Anfang der 1950er Jahre feierten die Ruderer etliche DDR-Meistertitel und 1957 in Berlin den Deutschen Meistertitel im Leichtgewichts-Achter der Männer. 1958 mussten die BSG ihre Spitzensportler zur Gründung der Sektion Rudern zum Sportclub Aufbau Magdeburg delegieren. Nur die Frauen gingen noch für „Motor“ an den Start. Nach der Delegierung kam das Rennrudern in der Sektion nach und nach praktisch zum Erliegen. Das volkssportliche Rudern und das Wanderrudern spielten fortan die Hauptrolle im Vereinsleben.
Anfang der 70er Jahre wagte die Sektion Rudern einen Neuanfang auf dem Gebiet des Rennsports. 1972 wurde mit größerem Aufwand (zwei, zeitweise auch drei Übungsleiter) versucht, zum Erfolg zu kommen beziehungsweise Fortschritte auf diesem Gebiet in der Sektion Rudern zu erreichen. Bis auf kleinere Erfolge im weiblichen Jugend-Bereich blieben die Rennruderer sieglos. Das Rennrudertraining wurde 1973 durch Jürgen Sternstein und Rainer Suhr übernommen und mit einer größeren Trainingsgruppe fortgeführt. Schnell stellten sich Erfolge ein. Mitte der 1970er Jahre wurde die Sektion Bezirkstrainingszentrum. In der ersten Förderstufe im Nachwuchsleistungssport führten hauptamtliche Trainer (Hans-Jürgen Herbrand (bis 1987) und Olaf Wiedfeldt (1989/90)) die Kinder und Jugendlichen im Alter von 10 bis 14 Jahren. Besonders talentierte Ruderer wurden dann zu einer Kinder- und Jugendsportschule (KJS) delegiert.
Nach der politischen Wende des Jahres 1989 gründeten die Mitglieder der Sektion Rudern am 30. September 1990 die Rudervereinigung Alt-Werder Magdeburg 1887 neu. Doch noch war der neue Verein de facto Bestandteil der ehemaligen BSG, die sich inzwischen zum Fermersleber Sportverein (FSV) umbenannt hatte. Auf der Mitgliederversammlung am 6. März 1991 wurde über den Austritt der Ruderer aus dem FSV abgestimmt. Trotz eingehenden Werbens des damaligen FSV-Vorsitzenden Günter Hartmann und des Vorstandsmitglieds Reinhard Schütte stimmten 29 Mitglieder für den Austritt, fünf waren dagegen.

### Schach
Die Schachabteilung blickte auf eine lange Tradition zurück. Harald Darius wurde 1979 Vize-DDR-Meister, die Mannschaft erreichte den 4. Platz. 1980 wurde Darius zum vierten Mal DDR-Meister im Blitzschach. Auch 1981/82 spielte man im Mannschaftsschach in der DDR-Oberliga. Ein Jahr später gewann die Mannschaft den DDR-Pokal. Das hohe Leistungsniveau konnte jedoch nicht gehalten werden, in den nächsten Jahren folgte ein Abstieg bis in die Bezirksliga. Erfolgreichster Spieler ist der Internationale Fernschach-Großmeister Volker-Michael Anton. 1980 gelang ihm der Pokalsieg im DDR-Fernschach. Als Mitglied der DDR-Nationalmannschaft gewann er bei der X. Schacholympiade im Fernschach die Bronzemedaille. 1992 wurde er in die gesamtdeutsche Nationalmannschaft berufen. Ein weiterer bekannter Spieler des Vereins war Peter Hesse. Mehrere Mannschaften des FSV nahmen am Punktspielbetrieb teil, dies allerdings nur auf Landesebene.
Der Abteilung gehörten mit Stand 1995 36 Mitglieder an. Von August 1997 bis Juli 2000 hatte die Abteilung mehr als 50 Mitglieder, darunter zweimal 69 im Juli 1999 und Juli 2000. Ab 2003 hatte die Abteilung nur noch 10 Mitglieder oder weniger. Erst ab 2005 stieg die Zahl wieder bis auf maximal 30. Im Juli 2009 wurde die Abteilung im Deutschen Schachbund abgemeldet.

### Schwimmen
Die Anfänge der Schwimmabteilung reichen bis 1910/11 zurück, wobei man sich im Wassersportverein Buckau-Fermersleben (Waspo) betätigte. Zunächst wurde die an der Elbe befindliche Badeanstalt Michaelis genutzt. 1921 erwarb man dann eine Wiese beim Elbkilometer 322. Hier entstand der erste eigene Boots- und Schwimmsteg. Die zunehmende Verschmutzung der Elbe führte dazu, dass sie in den 1950er Jahren auch für den Schwimmsport nicht mehr nutzbar war. Man wich zunächst in das Carl-Miller-Freibad und das Freibad in Reform aus. Die Wasserballer wechselten zum Sportclub Dynamo und wurden dort 13 Mal DDR-Meister. Geleitet wurde diese Gruppe von Rolf Bastel, der auch als Wasserball Nationaltrainer der DDR bekannt wurde.
Im Dezember 1990 wechselten mit dem Abteilungsleiter sämtliche Schwimmer zu einem Großschwimmverein Magdeburg, um so bessere Trainingsmöglichkeiten zu erhalten. Trotzdem wurde im FSV 1991 eine neue Schwimmabteilung aufgebaut, wobei die zunächst nur aus Kindern bestehende Gruppe sich aus Nichtschwimmern zusammensetzte.

### Segeln
Auch die Gründung der Abteilung Segeln geht letztlich auf das Jahr 1911 zurück. Im Zweiten Weltkrieg versank das Bootshaus, der sogenannte Schwimmprahm im Zollhafen. Ein Bootsschuppen war zerstört. In der Nachkriegszeit erhielt die Abteilung jedoch beträchtlichen Zulauf. 1946 wurde der Prahm abgedichtet und von der Feuerwehr leergepumpt. Das alte Bootshaus wurde so gehoben, zum Sülzehafen in Buckau geschleppt und wieder in Betrieb genommen. 1954 wurde der reparaturanfällige Prahm dann an Land gezogen und auf zwei Meter hohe Pfeiler gesetzt. 1959/1960 entstand am Katzenwerder der Hafen Fermersleben mit 60 Liegeplätzen für Sportboote, ein neuer Bootsschuppen, eine Bootshalle, 40 Bootsgaragen. Bereits 1960 verfügte man für 151 Segler über 74 Boote und war somit die größte Gruppe dieser Art im Bezirk Magdeburg. In Kirchmöser bei Brandenburg entstand ein Seestützpunkt mit 100 Liegeplätzen sowie einem großen Zeltplatz. 1995 gehörten 312 Mitglieder der Abteilung an. Im Jahr 2000 bildete sich dann jedoch aus der Abteilung ein eigener Verein mit Sitz im Hafen Fermersleben.

### Tennis
Gemeinsam mit der BSG Aufbau Börde hatte der Verein in der Zeit der DDR eine Spielgemeinschaft gebildet, die auf einer Anlage in der Harsdorfer Straße in Stadtfeld West spielte und 100 Mitglieder umfasste. Nach der Wende gründeten die Spieler der Spielgemeinschaft einen eigenen Verein und verließen somit den FSV. Mit Unterstützung des bekannten DDR-Tennisspielers Thomas Emmrich wurde jedoch die Tennisabteilung auf gerade auf dem Platz der Freundschaft in Fermersleben fertiggestellten drei Tennisplätzen weiter geführt. Emmrich begründete eine private Tennisschule. In den 1990er Jahren baute man dann eine Tennis-Traglufthalle mit zwei Spielfeldern und Naturboden.

### Tischtennis
Bereits seit Anfang der 1950er Jahre wird beim Fermersleber SV Tischtennis gespielt. In den 1990er Jahren war man bis zur Bezirksliga in den höheren Ligen im Magdeburger Spielbezirk vertreten. 1999 gab es dann einen großen Bruch. Viele verließen die Abteilung und man zog sich bis in die 2. Stadtklasse in Magdeburg zurück. Mit lediglich 15 Erwachsenen begann ein Neuanfang. 2000 gelang es dann erstmals wieder mit einer Schülermannschaft und zwei Herrenmannschaften an den Start zu gehen. 2005 gelang der 1. Mannschaft der Aufstieg in die 1. Stadtklasse. Erstmals konnte man wieder auf über 20 Mitglieder schauen. Nachdem die Klasse in der Folgesaison gehalten werden konnte, fing man nun auch an unter neuen Trainingsmethoden zu trainieren. 2007 wurde die als Sportstätte genutzte Sporthalle „Stillers“ in Fermersleben geschlossen. Es folgte der Umzug zum Platz der Freundschaft. Seit 2009 hat der Verein eine aktive und erfolgreiche Jugendabteilung. In jeder Saison geht eine Jugend- und eine Schülermannschaft an den Start. Mit dann vier Herren-Teams und über 30 Mitgliedern war der Neuanfang letztlich geglückt. 2010 gelang es der 1. Mannschaft erstmals seit 1999 wieder in die Magdeburger Stadtliga aufzusteigen. Im darauf folgenden Jahr konnte diese Klasse nicht gehalten werden. Es gelang jedoch der sofortige Wiederaufstieg. 2012 folgte mit dem Gewinn der Stadtmeisterschaft der größte Erfolg der 1. Mannschaft nach 1999. Damit verbundene war der Aufstieg in den Bezirk, womit an die erfolgreichen Zeiten angeknüpft werden konnte.

### Volleyball
Die Volleyballabteilung wurde 1964 gegründet und ging aus einer Sportgemeinschaft des Karl-Marx-Werkes hervor. 1977 wurde eine Frauenmannschaft gegründet, die die Abteilung bald sportlich dominierte. 1980/81 war der Aufstieg in die DDR-Liga gelungen. Nachdem 1982 ein Abstieg erfolgt war, konnte jedoch bereits 1983 der Wiederaufstieg geschafft werden. Nach der Wiedervereinigung spielte die erste Damenmannschaft dann in der Regionalliga Nordost.

### Wintersport
Bereits vor dem Zweiten Weltkrieg gab es in Magdeburg einen Schiclub der über eine Hütte in den Alpen und eine weitere in Hohegeiß im westlichen Teil des Harzes verfügte. Ab 1948 schlossen sich die Magdeburger Skiläufer und Skispringer in der BSG Diesel von Buckau-Wolf zusammen. Wesentlich getragen wurde diese Abteilung von Vertriebenen aus Schlesien und dem Sudetenland die auch in der neuen im Flachland gelegenen Heimat ihren Sport weiter betreiben wollten. 1951/52 wurden Heinz Kuhrüber und Ingelore Gotsch DDR-Meister im Eistanz. 1953 bildet sich eine Sektion Eishockey die jedoch mangels dauerhafter Trainingsmöglichkeiten bald wieder aufgelöst wurde.
Sportler anderer Abteilungen des Vereins nutzten die Winteraktivitäten als Teil ihrer Vorbereitung auf die neue Saison. Da die alten Skihütten für den Verein verloren waren, errichtete man in Drei-Annen-Hohne im Ostharz eine neue Hütte. Als sensationell wurde der zweite Platz der FSV-Staffel bei der sachsen-anhaltischen Landesmeisterschaft gesehen, in welchem sich die Flachländer auch gegen die Vertreter aus dem Harz durchsetzen konnten. Es konnten auch mehrere Landesmeistertitel in Einzeldisziplinen erreicht werden.